# Théâtre de Rosimond
Théâtre de Rosimond var en opera i Genève i Schweiz. Den invigdes 1766. Det var det första operahuset i Genève och fick sitt namn efter dess första direktör, Argus Rosimond. Fram till detta hade både opera och teater varit förbjudet i Genève, som följde en strikt religiös doktrin som beskrev scenkonst som synd. Operahuset invigdes parallellt med invigningen av ett teaterhus, La Grange aux Etrangers (Théâtre de Neuve), och inledde därmed en ny epok i dess konsthistoria. Byggnaden brändes ned 1768 i vad som möjligen var ett avsiktligt dåd. Den ersattes inte förrän 1782. 